# Pandémie de Covid-19 en Hongrie
La pandémie de Covid-19 en Hongrie démarre officiellement le 4 mars 2020. À la date du 12 septembre 2022, le bilan est de 47 367 morts. Le taux de décès est de 2,44 %.

## Lutte contre la propagation
Le Premier ministre de Hongrie, Viktor Orbán, se fait voter les pleins pouvoirs pour une « durée illimitée » par le parlement dominé par son parti, le Fidesz, qui a ensuite suspendu ses travaux. Deux personnes sont arrêtées par la police le 12 mai 2020 pour avoir critiqué sur Facebook la gestion de la crise par le gouvernement.
Des mesures exceptionnelles que connaissent, temporairement, la plupart des autres pays — telles que confinement, mises en quarantaine, restrictions de circulation…  — sont mises en place.

### Masques sanitaires
Le 1er février, le porte-parole du Commandement national de l'exécution des sanctions (BVOP) annonce que les prisonniers de Debrecen et de Sátoraljaújhely ont commencé la production de masques sanitaires. Ils produisent 20 000 masques par jour sur une période de 12 heures, qui sont stockés dans différents sites à travers le pays et livrés en permanence aux médecins généralistes.

### Informations
Le 4 mars 2020, le gouvernement de la Hongrie lance un site Web officiel d'information sur le coronavirus et une page Facebook connexe mais techniquement indépendante,.
Dans le cadre de l'état d'urgence proclamé en 2020, la diffusion de « fausses nouvelles » sur la politique du gouvernement est passible d’une peine de réclusion de cinq ans.
Lors de la conférence de presse du 17 avril 2020, la médecin-chef Cecília Müller déclare qu'avec 1 763 cas de Covid-19 confirmés et en augmentation, la Hongrie entre dans le stade de la maladie de masse.
Le 20 avril 2020, la Hongrie compte 1 916 cas confirmés et 189 morts, elle est le 63e pays le plus touché au monde en nombre de cas et 38e pays le plus touché au monde en nombre de décès.

### Vaccination
Une campagne de vaccination menée avec le vaccin chinois de l'entreprise Sinopharm permet à la Hongrie d'avoir vacciné 40 % de sa population adulte en avril 2021, l'une des meilleures performances d'Europe. Cependant, si le BBIBP-CorV permet un approvisionnement plus rapide que les « vaccins occidentaux », il ne fait réellement effet que deux à trois semaines après la seconde injection.
En avril 2021, avec plus de 26 000 morts, malgré une large vaccination, la Hongrie présente le plus fort taux de mortalité d'Europe proportionnellement à sa population. Cette situation s'expliquerait par les réticences des autorités à décréter un re-confinement face à la seconde vague, par une population un peu plus âgée et plus sujette à l’obésité que la moyenne européenne, et par un système hospitalier déficient.
En mai 2021, « six vaccins sont disponibles en Hongrie : Pfizer/BioNTech et Moderna, les vaccins d'AstraZeneca et de Johnson & Johnson ainsi que ceux du chinois Sinopharm et du russe Sputnik V ». Les 16-18 ans peuvent alors leur première injection du vaccin Pfizer. Plus de 90 000 jeunes sont déjà inscrits, mais devront présenter une autorisation parentale. À la prochaine rentrée scolaire, tous les enfants scolarisés pourraient être vaccinés.
En octobre 2021, 60 % de la population a reçu les deux doses de vaccin et un million de personnes ont eu une troisième dose. Les entreprises peuvent exiger la vaccination de leurs employés sous peine de mise en congé sans solde et de licenciement au bout d'un an.

### Passe sanitaire
Le gouvernement instaure un passe sanitaire similaire à celui des autres pays européens à partir de l'été 2021.
La Hongrie est le pays européen où les mesures répressives adoptées au nom de la lutte contre la pandémie ont été poussées le plus loin. La loi sur l’état d’urgence, adoptée en 2020 par le premier ministre Viktor Orban, lui permet de suspendre n’importe quelle loi, sans l'aval du Parlement.

## Désinformations
Une vidéo partagée sur les réseaux sociaux prétend montrer des policiers hongrois capturer des personnes âgées pour les mettre en quarantaine, alors que ces images n’ont pas été tournées en Hongrie, mais à Bakou, la capitale de l’Azerbaïdjan, lors d’une manifestation pacifique de l’opposition le 19 octobre 2019.